# Microcharon heimi
Microcharon heimi är en kräftdjursart som beskrevs av Nicole Coineau 1968. Microcharon heimi ingår i släktet Microcharon och familjen Microparasellidae. Inga underarter finns listade i Catalogue of Life.